# ماجراهای هاکلبری هاوند
ماجراهای هاکلبری هاوند (انگلیسی: The Huckleberry Hound Show) دومین محصولِ کارتونیِ هانا-باربرا است که نقش اصلی‌اش را یک سگ انسان‌وارهٔ کارتونی به نامِ هاکلبری هاوند به عهده داشت و از سال ۱۹۵۸ میلادی تا ۱۹۶۱ میلادی پخش شد.
این مجموعه، نخستین مجموعهٔ کارتونی بود که در سال ۱۹۶۰ میلادی موفق به دریافت جایزه امی شد.